# Tsugaru Tsuguyasu
 (mai 2017).
Si vous disposez d'ouvrages ou d'articles de référence ou si vous connaissez des sites web de qualité traitant du thème abordé ici, merci de compléter l'article en donnant les références utiles à sa vérifiabilité et en les liant à la section « Notes et références ».
Tsugaru Tsuguyasu est un nom japonais traditionnel ; le nom de famille (ou le nom d'école), Tsugaru, précède donc le prénom (ou le nom d'artiste).
Tsugaru Tsuguyasu (津軽 承保, 23 décembre 1821-18 octobre 1851) est le 3e daimyō du domaine de Kuroishi dans le nord de la province de Mutsu dans le Honshū au Japon, (moderne préfecture d'Aomori). Son titre de courtoisie est Izumo-no-kami.

## Biographie
Tsugaru Tsuguyasu est le 2e fils de Tsugaru Chikatari, 1er daimyō du domaine de Kuroishi. Il devient daimyō à son tour en 1839 lorsque son frère adopté ainé, Tsugaru Yukitsugu, est réaffecté pour diriger l'administration du domaine de Hirosaki.
Tsuguyasu hérite d'un domaine stabilisé par les réformes que son frère a commencé à mettre en œuvre et connaît un règne stable pendant les crises politiques et agricoles de l'ère Tenpō.
Il décède en 1851 à un âge relativement jeune. Sa tombe se trouve au temple du clan Jūyō-in situé dans l'arrondissement Taitō-ku de Tokyo.

## Source de la traduction
- (en) Cet article est partiellement ou en totalité issu de l’article de Wikipédia en anglais intitulé « Tsugaru Tsuguyasu » (voir la liste des auteurs).